# 1652 en France
Chronologie de la France
- 1648
- 1649
- 1650
- 1651
- 1652
- 1653
- 1654
- 1655
- 1656

Cette page concerne l’année 1652 du calendrier grégorien.

## Événements

### Janvier
- 2 janvier : Mazarin entre à Épernay[1].
- 3 janvier : les troupes de Condé sont délogées de Saint-Savinien[2].
- 4 janvier : Jacqueline Pascal entre à Port-Royal de Paris, malgré les réticences de son frère[3].
- 8 janvier : Harcourt qui a reçu des renforts à Saint-Jean-d'Angély, décide de marcher contre les armées de Condé pour traverser la Charente à Saintes[4].
- 8 janvier - 17 février : vente aux enchères de la bibliothèque de Mazarin[5].
- 9 janvier :
  - Jacques Du Coudray de Geniers  et François Bitault, conseillers au Parlement de Paris, sont envoyés à Pont-sur-Yonne, près de Sens, pour empêcher le passage du cardinal de Mazarin, de retour en France à la tête d’une forte troupe commandée par le maréchal d’Hocquincourt. Morangé, à la tête de cent mousquetaires du Languedoc, et après une forte résistance plie sous le nombre, ce qui ouvre au cardinal la route de Poitiers. Bitault est arrêté[6].
  - le comte d’Harcourt se dirige vers Cognac[4].
- 10 janvier : le comte d’Harcourt fait passer sur un pont de bateaux la Charente à ses troupes au niveau de Cognac. Bougy est chargé par Harcourt de lancer une offensive de cavalerie contre Condé[7].
- 11 janvier : Bougy au petit matin, après avoir bâti un pont en hâte surprend les troupes de Condé au quartier de Brives-sur-Charente[4].
- 13 janvier : traité entre le prince de Condé et le Parlement de Bordeaux[8].
- 15 janvier : prise de Barbezieux sur les hommes de Condé, dirigés par le sieur de Lévis, comte de Chalus, par les troupes du roi commandées par M. de Bellefonds[7].
- 16 janvier :
  - le château de Barbezieux est livré à 6 heures du matin[7].
  - défaite des troupes de Condé à Saint-André-de-Cubzac. Elles sont forcées de repasser la Dordogne[9].
- 18 janvier : Mazarin passe la Loire à Gien[10].
- 24 janvier :
  - alliance de Condé et de Gaston d’Orléans contre Mazarin[11]. Le Parlement a refusé son soutien à Gaston qui aurait préféré ne pas entrer dans la guerre civile.
  - Bossuet est nommé archidiacre de Sarrebourg, dans l’église de Metz[12].
  - le Parlement qui avait député Bellièvre à la cour pour protester contre le retour de Mazarin, reçoit la réponse de la cour : Mazarin est rentré en France à la tête d’une armée sur ordre du roi. Le Parlement réitère une déclaration de pure forme contre le retour de Mazarin[13].
- 25 janvier : le parlement de Paris refuse de s’unir à Condé et à Gaston d’Orléans[14].
- 27 janvier :
  - ordre du roi au comte d’Harcourt daté de Poitiers prescrivant l’échange du marquis de Lévis, homme de Condé et emprisonné à Saumur, contre le chevalier d’Albret et quelques autres officiers faits prisonniers à Pons[15].
  - les évêques réunis à Poitiers sous la signature de l’archevêque de Bordeaux (Henri de Béthune), primat d’Aquitaine fulminent une condamnation d’un libelle imprimé à Bordeaux en 1651 en faveur du prince de Condé qui traitait de la question de savoir si Dieu était avec Condé[16].
- 28 janvier : Mazarin entre à Poitiers accueilli triomphalement par la reine-mère[1]. Le roi part à sa rencontre à deux lieues[17].
- 29 janvier : le comte d’Harcourt écrit à Mazarin qu’il fait prendre à ses troupes les quartiers de rafraîchissement le long de l’Isle et de la Dordogne[18].

### Février
- 2 février : le duc de Bouillon et son frère, le maréchal de Turenne, arrivent à Poitiers. Ayant obtenu de Mazarin de larges compensations pour la perte de Sedan, ils viennent se mettre au service de la Cour[19].
- 6 février : Rancé et Bossuet sont reçus docteur de Sorbonne. Ils obtiennent respectivement les premier et troisième rang dans la promotion des licenciés[20].
- 10 février : Bussy-Rabutin qui a rejoint le camp du roi s’est donné rendez-vous avec comte de Palluau qui assiégeait Montrond à La Charité-sur-Loire et tous deux forcent les habitants à rompre deux arches du pont sur la Loire[21].
- 11 février : une lettre du roi au parlement de Paris, daté de Saumur, dénonce l’entrée du duc de Nemours en France à la tête de troupes espagnoles. Elle est lue au Parlement le 15 février. Une lettre semblable, datée du 22, est lue au Parlement le 27[22].
- 15 février : minute du brevet qui confère le rang de prince des maisons souveraines au duc de Bouillon et au vicomte de Turenne[23].
- 18 février : ordre du roi au sieur de Chalesme de saisir des châteaux de La Rochefoucauld, Verteuil et La Vergne[24].
- 19 février : le pape Innocent X élève Gondi au cardinalat[25]. La nouvelle arrive à Paris le 28 février[22]. Depuis la fin de 1651, Gondi, sentant l’instabilité de la situation presse son agent à Rome, l’abbé Charrier qui lui succédera comme abbé commendataire de Sainte-Croix, de travailler activement à sa promotion cardinalice, ne ménageant ni les cadeaux, ni les flatteries, ni les menaces[26]. Sa popularité parmi les Parisiens va s’effondrer en quelques semaines.
- 22 février :
  - Harcourt est informé que les troupes de Condé ont l’intention de franchir le pont de Terrasson sur la Vézère pour s’emparer de Sarlat. Parti de Bourdeilles, il avance au bord de la rivière de l’Isle[27].
  - Turenne accepte le commandement de l’armée royale[28].
- 23 février : Harcourt laisse un corps de cavaliers à Terrasson, ce qui dissuade Condé de prendre le pont[27].
- 24 février : Harcourt est à Sarlat[27].
- 26 février : Condé, venu secourir son frère Conti, bat le marquis de Saint-Luc à Miradoux et le rejette sur Lectoure[29]. De Sarlat, en déplaçant ses troupes par voie d’eau sur la Garonne, Harcourt se porte au secours de Miradoux assiégée par Condé[27].
- 27 février : assemblée de Magny-en-Vexin, réunissant les députés de neuf bailliages. De nouvelles réunions ont lieu à Maintenon le 16 avril, à Nogent-le-Roi le 16 mai, à La Roche-Guyon le 9 juin, à Dreux le 21 juillet[30]. Le mouvement des « Bailliages unis », assemblées de la petite noblesse en Normandie, Vexin, Beauce et Perche est encouragée par le duc d’Orléans. Il proteste contre les débordements des gens de guerre et réclame la tenue d’états généraux, des postes dans l’armée et le maintien des privilèges fiscaux[31].
- 28 février :
  - le duc de Rohan rend la ville d’Angers aux troupes royales d’Hocquincourt[32].
  - la Cour décide de marcher sur Paris[33].

### Mars
- 3 mars : 
  - victoire d’Hocquincourt sur les frondeurs au Pont-de-Cé[32].
  - Harcourt passe le Lot à Cahors[27].
  - une armée recrutée aux Pays-Bas espagnols par le duc de Nemours, pour le compte de Condé, franchit la Seine à Mantes[34].
- 4 - 5 mars : Harcourt passe la Garonne à Auvillar[27].

- 5 mars :

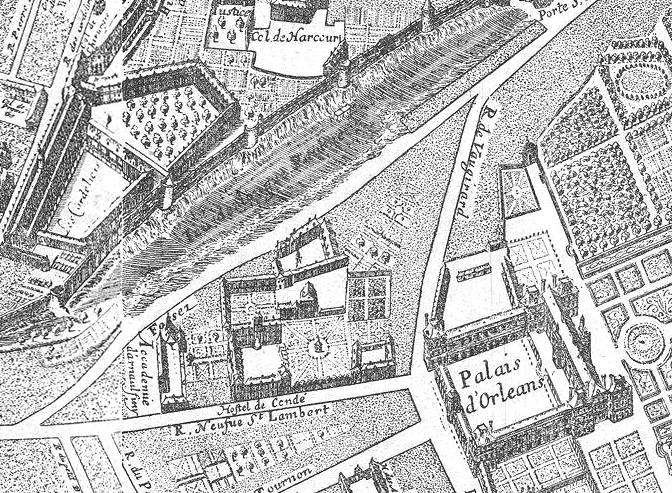
Le palais d’Orléans et l’hôtel de Condé sur le plan de Gomboust, en 1652.

  - devant l’avancée du comte d’Harcourt, Condé lève le siège de Miradoux et se retire à Astaffort[27].
  - arrivée du duc de Nemours à Paris avec 7000 hommes[22]. Une lettre du 5 mars 1652 parle ainsi de l’arrivée du duc de Nemours à Paris : « M. le duc de Nemours est arrivé ici cette après-dînée, accompagné de quatre cents chevaux y compris ce qui l’on avoit envoyé au-devant de lui ; il a traversé toute la ville en cet équipage, et est allé descendre du palais d’Orléans (au Luxembourg). »[35]
- 6 mars : Plessis-Bellière et Montausier quittent Pons pour assaillir Saintes. Les premières troupes prennent position autour de la ville[4].
- 7 mars :
  - l’attaque de Saintes commence. L’assiégeant fait une trouée dans le faubourg Saint-Eutrope. Des tranchées sont creusées pour prendre des points forts de la ville[4].
  - Harcourt, après avoir regroupé ses troupes, leur laisse deux jours de repos et quitte Auvillars[27].
- 8 mars : on dispose les batteries autour de Saintes[4].
- 9 mars :
  - les troupes de Condé et Conti s’emparent de Pergain[36].
  - à Saintes, on continue à installer les batteries, on fait avancer les tranchées. Le sieur de Montafilant ingénieur est blessé au ventre. Il meurt le 10[37].
- 10 mars :
  - la cour est à Tours[38].
  - vigoureuse attaque au siège de Saintes. Sortie infructueuse des assiégés. Le soir, Chambon, gouverneur de la place entre en négociation pour capituler[4].
  - Mademoiselle rapporte dans une lettre un ballet donné chez elle le jour de la mi-Carême par le fils de Séguier, à la demande de Monsieur, en l’honneur des troupes anticardinalistes commandées par Nemours et le baron de Clinchamp (qui mourra bientôt au combat de la porte Saint-Antoine)[39].
- 11 mars :
  - Chambon, à qui on a garanti de partir avec ses troupes sauves de Saintes, passe comme il est de tradition entre les troupes de l’assaillant rangées en bataille ; soudain, il arrive un grand désordre dans ses troupes. Les soldats et cavaliers pillent leurs officiers, en criant vive le roi, et rejoignent les hommes de Plessis-Bellière qui assiégeaient la place. Chambon est contraint de se retirer avec seulement quelques officiers[40].
  - Harcourt rassemble ses troupes et marche sur Fleurance. Il veut surprendre les troupes de Condé dans leurs quartiers[27].
- 12 mars :
  - la cour est à Amboise[38].
  - Harcourt repart de Fleurance à la pointe du jour. À quatre heures de l’après-midi, les troupes d’Harcourt se sont insinuées par surprise entre deux quartiers de Condé, Laplume et Astaffort. Il décide d’attaquer le quartier où se trouve Condé à Astaffort[27]. Condé a le temps de franchir la Garonne ; Harcourt prend 500 chevaux un abondant butin et de l’artillerie. Toutes les villes du pays d’Albret se soumettent au roi[27].
- 15 mars :
  - la cour arrive à Blois[38].
  - l’armée que commande le duc de Nemours fait sa jonction, aux environs de Châteaudun, avec les forces levées par Gaston d’Orléans et placées sous les ordres du duc de Beaufort[11].
- 16 mars : Bossuet est ordonné prêtre à Paris, après avoir fait une retraite sous la direction de M. Vincent à Saint-Lazare[41].
- 23 mars :
  - en pleine séance du Parlement, Fiesque vient demander à Gaston d’Orléans de se rendre à Orléans[42].
  - Taillebourg, assiégée par Montausier et du Plessis-Bellière, capitule[4].
- 24 mars, dimanche des Rameaux :
  - Condé quitte Agen en grand apparat, puis à quelques lieues se travestit en laquais, et laisse son équipage leurrer son monde. Puis suivi de La Rochefoucauld et son fils Marcillac, de Guitaut et de quelques autres, fait route vers le Nord[43]. Il va à marches forcées à la rencontre du duc de Nemours, sur la Loire. Après les revers de Saintes, Taillebourg, etc. Condé décide de changer de théâtre d’opérations.
  - arrivée de Beaufort et de Tavannes au palais du Luxembourg pour accompagner Monsieur à Orléans. Gondi le dissuade de quitter Paris[44].
- 25 mars : départ à midi de la Grande Mademoiselle pour Orléans avec le duc de Rohan, la dame de Bréauté, la comtesse de Fiesque et la dame de Frontenac[22]. Mademoiselle est à Étampes le 26 mars, où elle rejoint Beaufort à la tête d’une troupe. À Toury, elle trouve Nemours et le baron de Clinchamp. Il s’agit de devancer le roi qui a le projet d’entrer dans Orléans, en venant de Blois. La Cour a couché à Cléry[45].
- 27 mars : levée à 5 heures du matin, Mademoiselle de Montpensier s’empare de la ville d’Orléans (elle passe d’abord à la porte Bannière, puis seule, en passant par la porte Brûlée), capitale de l’apanage de son père[17].
- 28 mars : Mazarin apprend la nouvelle de la prise d’Orléans[46].
- 29 mars : 
  - à Jargeau, les forces royales de Turenne repoussent Beaufort qui voulait se saisir du pont de la Loire[47].
  - Bussy-Rabutin reçoit à La Charité une lettre du roi portée par d’Artagnan lui demandant de tenir la place et le pont contre ses ennemis[48].
  - violente querelle entre Nemours et Beaufort qui en viennent aux armes en présence de Mademoiselle lors d’un conseil de guerre tenu dans un faubourg d’Orléans ; Nemours, qui voulait secourir Montrond assiégé, doit céder et après l’arrivée de Condé, l’armée des princes rebelles marche vers Montargis pour couper la route à Mazarin[49].
- 30 mars : Condé et sa troupe incognito sont au Bec d’Allier, près de La Charité-sur-Loire. Ils prennent un bac pour traverser la Loire[43].
- 31 mars : la Cour détournée d’Orléans va passer les fêtes de Pâques à Sully[50].

### Avril

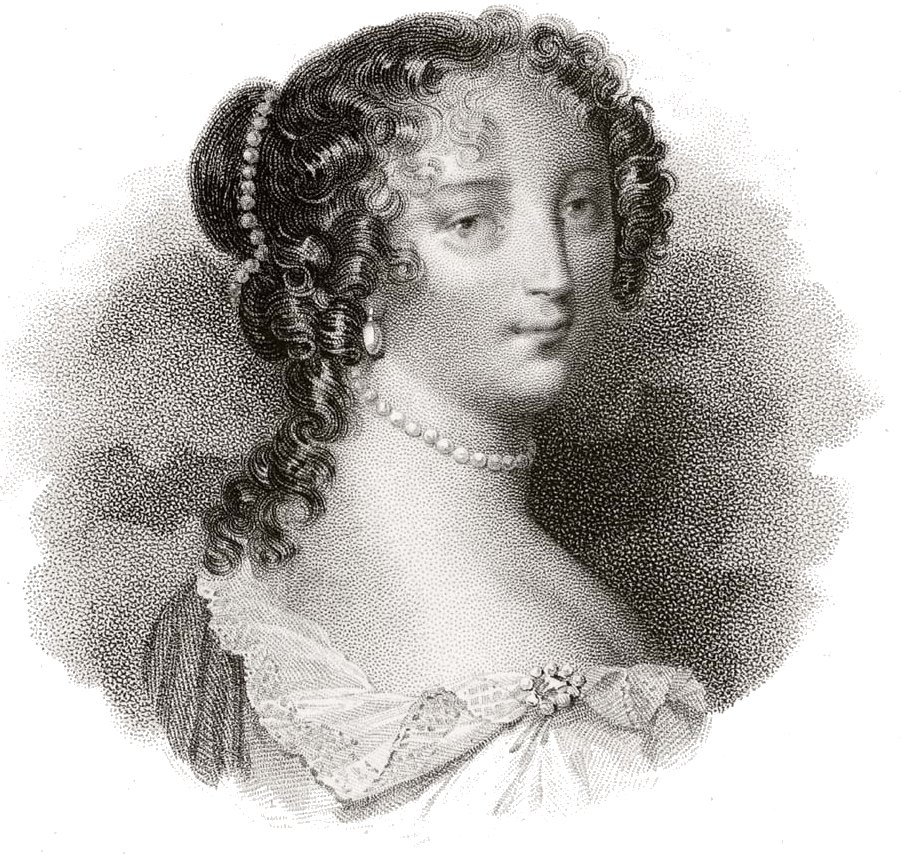
Françoise d’Aubigné

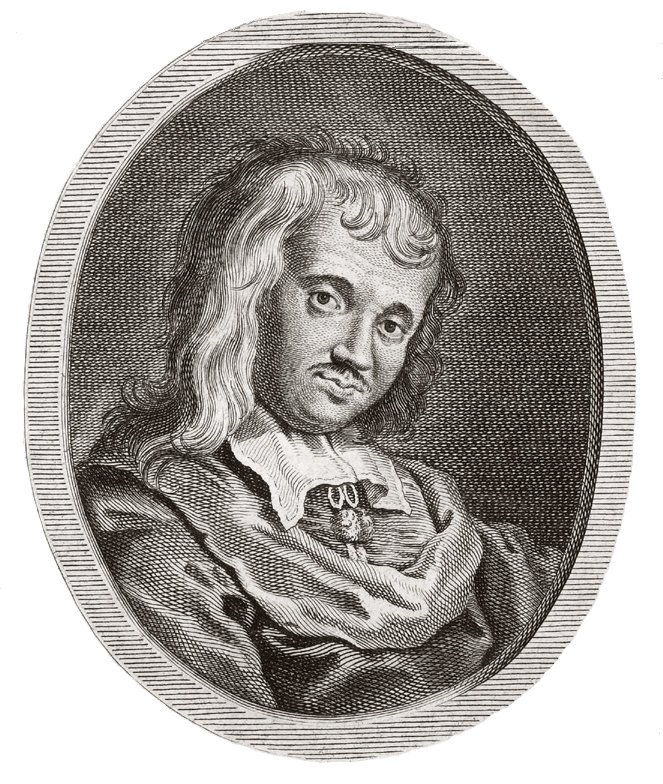
Paul Scarron

- 1er avril : tandis que la Cour arrive à Gien, Condé rejoint l’armée des princes (Beaufort et Nemours) à Lorris-en-Gâtinais, et en prend le commandement[1].
- 2 - 4 avril : à Paris, manifestation sur le Pont Neuf en faveur des princes[51]. Ces manifestations populaires contre Mazarin sont orchestrées par le parti des princes. Les désordres sont réprimés par le Parlement et la milice bourgeoise.
- 4 avril :
  - mariage de Paul Scarron avec Françoise d’Aubigné, future Madame de Maintenon[52].
  - les troupes royales passent la Loire à Gien. Louis XIV est présent[40].
- 5 avril : exécution du maçon Pierre Louis, l’un des meneurs des manifestations parisiennes[53].
- 6 avril : du Plessis-Bellière fait dresser la batterie au siège de Saint-Surin[54].
- 7 avril :
  - bataille de Bléneau[1]. Condé, pendant la nuit, met en désordre les forces du maréchal d’Hocquincourt, mais Turenne, bien retranché, arrête son offensive et sauve ainsi la Cour[28]. Nemours, qui a fait merveille (Condé) blessé d’un coup de pistolet à la hanche. Beaufort, qui aussi a fort bien fait (Condé) a un cheval tué sous lui. La Rochefoucauld et son fils Marcillac se distinguent au combat. Condé a perdu moins de 30 hommes.
  - capitulation de Saint-Surin, assiégée depuis le 4 avril par du Plessis-Bellière[54].
- 8 avril : le roi quitte Gien pour Saint-Germain via Melun escorté par les troupes de Turenne[55].
- 11 avril : Condé arrive dans la capitale[11]. Retz ne fait rien pour l’en empêcher, tant la cause de Mazarin est impopulaire à Paris. Avec Condé, La Rochefoucauld père et fils sont reçus triomphalement à Paris, d’où la cour s’est retirée depuis plus de trois mois.
- 12 avril :
  - Condé est mal reçu par le Parlement[1];
  - un ordre du roi délivré à Guitaut, le vieux, libère Nort, emprisonné à Saumur et qui a défendu Cognac face aux troupes royales et n’a pu être secouru à temps par Condé[56].
- 17 avril : Fouquet, en tant que procureur général, attaque Condé et le manifeste des princes en séance plénière du Parlement de Paris[57].
- 19 - 22 avril : une assemblée tenue à l’Hôtel de ville décide d’envoyer une députation au roi pour le supplier de renvoyer Mazarin et de revenir à Paris[55].
- 21 avril : le setier de froment vaut 28 livres[33].
- 23 avril : l’armée des princes conduite par Tavannes, Valon et Clinchamps occupe les faubourgs d’Étampes par surprise. Les troupes de Turenne campent à Châtres pour protéger la cour à Saint-Germain[58].
- 24 - 25 avril : la mère Angélique et les cinquante religieuses de Port-Royal des Champs quittent l’abbaye pour Paris à cause des troubles[3].
- 26 avril : échange vif entre le président de Novion et Condé qui l’accuse de trahison. Condé conclut face à la menace de l’autre d’élever la voix pour se plaindre à la Compagnie : « Et moi, quand j’élèverai la main sur vous, il y a assez de différence entre vous et moi pour qu’il n’en fût pas autre chose ! »[59]
- 27 avril :
  - le roi est à Saint-Germain[55].
  - le setier de froment atteint 34 livres à Paris[60].
- 28 avril : 
  - Rohan, Chavigny et Goulas se rendent à la Cour à Saint-Germain demander l’exil de Mazarin à la reine et au roi. Mais Mazarin refuse de sortir pendant leur entrevue. Elle tourne à la confusion des visiteurs qui n’obtiennent rien et rendent Condé suspect à ses propres partisans[22].
- 30 avril : émotion populaire rue de Tournon montée de toutes pièces par les condéens pour apeurer la bourgeoisie et la municipalité parisiennes[22].

### Mai
- 2 mai : Mademoiselle quitte Orléans avec la comtesse de Fiesque et madame de Frontenac[61].
- 4 mai :
  - Turenne et Hocquincourt, partis de Châtres pendant la nuit, battent troupes de la Fronde (2 000 hommes tués ou prisonniers) dans les faubourgs d’Étampes, pendant que Condé et Mademoiselle vont à Paris[49].
  - retour de Mademoiselle à Paris[22] en compagnie de Condé, Beaufort, Nemours encore marqué par sa blessure.
- 7 mai : Turenne fait occuper Saint-Denis[49].
- 10 mai : une manifestation perturbe la séance du Parlement[49].
- 11 mai : les troupes royales attaquent le pont de Saint-Cloud, mais sont repoussées. Condé en profite pour faire une sortie avec une troupe improvisée contre Saint-Denis qu’il emporte d’assaut[49].
- 13 mai : Saint-Denis est repris par les troupes royales commandées par Miossens[49]. La comtesse de Miossens, son épouse qui loge chez Mme de Guénégaud (Guénégaud est beau-frère de Miossens), est assiégée par la canaille dans Paris[62].
- 16 mai : Bossuet est reçu docteur en théologie[41].
- 18 mai : les Espagnols de l’archiduc Léopold, allié de Condé, prennent Gravelines[63].
- 21 mai : nouvelle déclaration du roi confirmant l’édit de Nantes et celle de 1643 accommodante envers les protestants[64].
- 24 mai : la cour est à Melun[49].
- 26 mai : 
  - Turenne assiège l’armée des princes retranchée dans la ville d’Étampes[49].
  - prise d’habit de Jacqueline Pascal, sœur de Blaise, en religion sœur Jacqueline de Sainte-Euphémie[65].
- 28 mai : Mazarin amène Louis XIV à Étampes[66].
- 31 mai : prise de Roses par le maréchal du Plessis-Praslin qui ne sera rendue aux Espagnols que par le traité des Pyrénées en 1659[67].
- Fin mai : Argenson : « Sur la fin de mai un grand nombre de gens de campagne se réfugièrent à Paris, la Compagnie les assista puissamment de ses aumônes, et leur procura de l’instruction. On les faisoit assembler dans le cimetière de St-Hippolyte (Saint-Hippolyte était une église paroissiale située dans la rue de ce nom, et peu, éloignée de St-Marcel ; elle était très ancienne.) au faubourg St-Marceau où ils reçoivent le secours spirituel et temporel en même temps.»[68].

### Juin
- 1er juin :

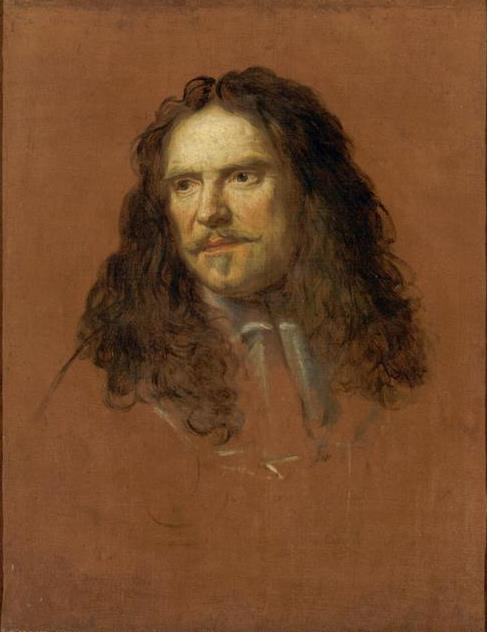
Turenne, par Charles Le Brun

  - arrivée à Paris du duc de Lorraine, Charles IV, dont l’armée campe à Villeneuve-Saint-Georges. Il est reçu en grande pompe au Luxembourg par Condé et le duc d’Orléans[25].
  - Bossuet prête serment devant l’assemblée des docteurs de Sorbonne et part presque tout de suite pour Metz où il réside[41]. Il y prêche à la cathédrale et chez les sœurs de la Propagation de la Foi.
- 3-12 juin : émeutes à Bordeaux[69] ; les quartiers bourgeois de La Rousselle et du Chapeau-Rouge sont attaqués par le petit peuple de ceux de Saint-Julien et de Sainte-Eulalie[70].
- 4 juin : l’armée de Charles de Lorraine passe la Marne[49].
- 5 juin : après avoir tergiversé, la moitié de l’armée de Charles de Lorraine passe la Seine au pont de bateaux dressé à Choisy[71].
- 6 juin : un traité secret signé par Châteauneuf avec le duc de Lorraine qui s’engage à sortir de France si le siège d’Étampes est levé[25].
- 7 juin : Turenne voyant approcher le duc de Lorraine se retire à Étréchy[71].
- 11 juin : procession de la châsse de sainte Geneviève, menée par l’archevêque Jean-François de Gondi. La sainte est invoquée contre Mazarin. Le jour même des parlementaires parisiens, suspects de mazarinisme, sont assaillis à leur sortie du Palais[72].
- 15 juin : grâce à un succès remporté à Villeneuve-Saint-Georges, Turenne oblige le duc de Lorraine (qui, en dépit du traité signé le 6 avec Mazarin, continuait à ravager les alentours de Paris) à tenir parole et à se retirer en Flandre[1]. Le 16 juin, Charles de Lorraine signe le traité d’évacuation avec Turenne[11].
- 17 juin : le colonel Balthazar bat le marquis de Montausier, gouverneur d’Angoumois et de Saintonge, à Montanceix[11].
- 21 juin : émeutes dans Paris, au Palais et Place Royale[22]. Violences entre le parti des princes, qui s’appuie sur une fraction du Parlement et sur le petit peuple, et celui de « la paix », soutenu par une autre partie du Parlement et par une certaine bourgeoisie[73]. Les membres du Parlement, assaillis par le peuple surexcité par Condé et payés par Beaufort, estimant ne plus pouvoir délibérer sereinement, suspendent leurs réunions le 23 juin[74]. Des contre-manifestants financés par l’abbé Beaufort réclament la paix[73].
- 22 juin : Henriette-Adélaïde de Savoie épouse Ferdinand-Marie de Bavière. Cette princesse, morte le 18 mars 1676, laisse, entre autres enfants, Marie-Anne-Christine-Victoire, qui épouse le Grand Dauphin, fils de Louis XIV[75].
- 23 juin : la Muse historique rapporte que Rohan et Tonquédec se querellent dans la ruelle de Madame de Sévigné[76].
- 24 - 25 juin : à Bordeaux, l’Ormée, aile extrémiste de la Fronde, prend le contrôle de la ville[77].
- 25 juin : le Parlement refuse de subordonner un éventuel accord avec la cour à l’éloignement préalable de Mazarin. Émeute populaire à l’issue de la séance[77].
- 28 juin : la cour est à Saint-Denis[77]. Mazarin laisse livrer du pain aux Parisiens, à condition que ceux-ci gardent une stricte neutralité dans la bataille qui va être livrée.
- 29 juin : fin de la captivité en Espagne d’Henri de Guise, grâce à l’entremise de Condé[11].

### Juillet

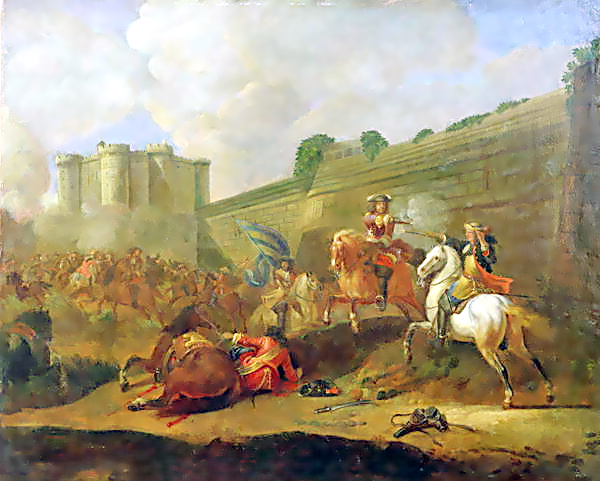
2 juillet : bataille du faubourg Saint-Antoine

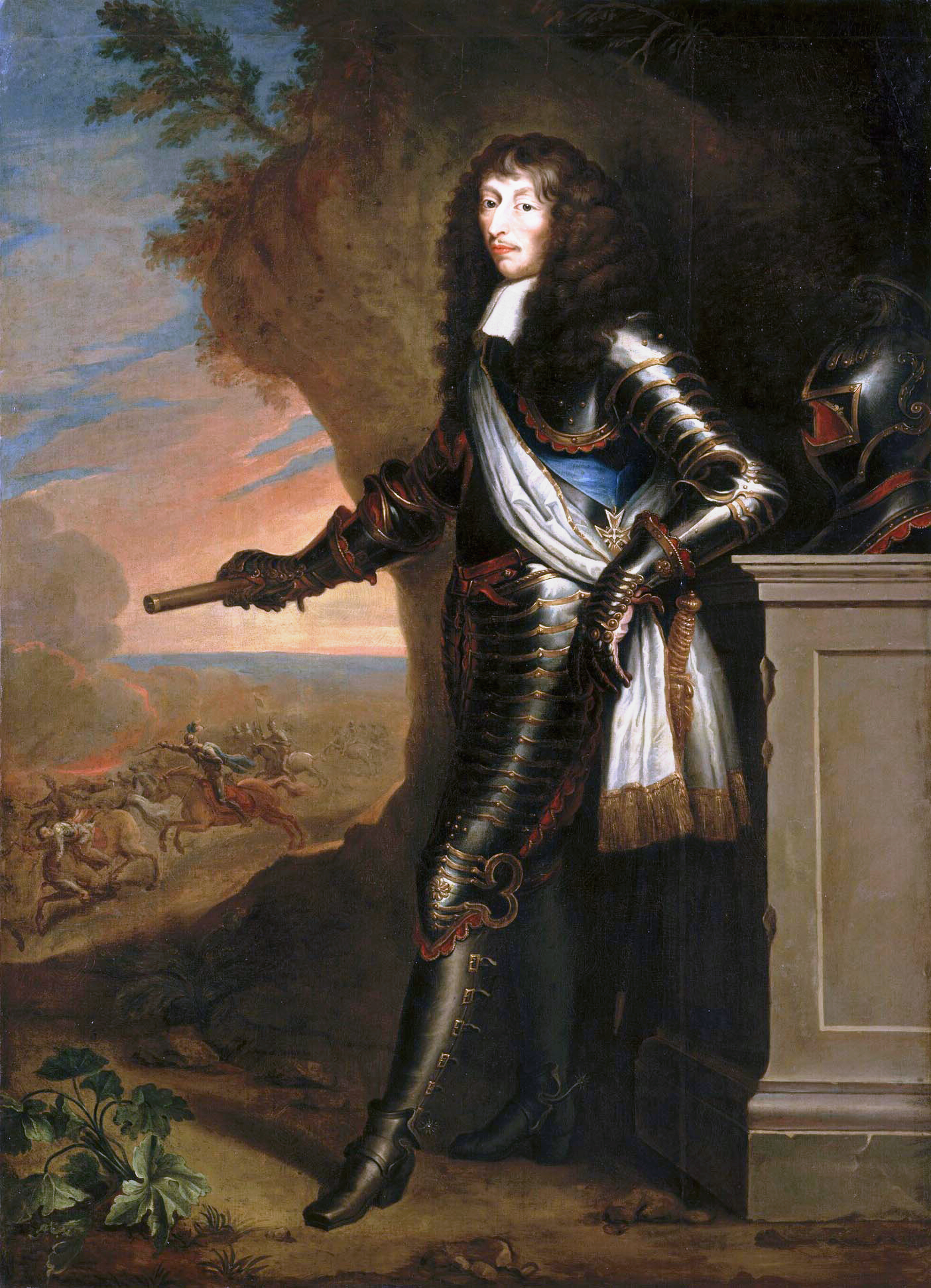
Louis II de Bourbon-Condé

- 1er juillet : une partie de l’armée royale conduite par le maréchal de La Ferté traverse la Seine pour faire un pont vers l’île Saint-Denis[1];
- 1er - 2 juillet : dans la nuit (9 à 10h du soir), les troupes de Condé, après avoir traversé le bois de Boulogne, longent l’enceinte ouest et nord de la capitale[1].
- 2 juillet :
  - six heures du matin, Fiesque négligé par Monsieur et envoyé par Condé frappe à la porte de Mademoiselle[78].
  - bataille du faubourg Saint-Antoine, entre Turenne (il avait été prévenu par Nicolas Fouquet[79] qui aurait fait descendre un homme dans un panier le long de la muraille) et Condé, qui avait ramené son armée sous Paris. En faisant tirer les canons de la Bastille et ouvrir les portes de la ville, Mademoiselle de Montpensier sauve l’armée de Condé (elle avait, dit Dethan, un ordre écrit de Monsieur ; dans ses Mémoires, elle précise qu’elle a dû le lui arracher). Paul Jules Mancini est blessé à mort, il meurt le 18 juillet à Pontoise. Condé se retire en Flandres[1].
  - le comte de Flamarin, ou Flamarens, chambellan de Gaston d’Orléans est tué au combat de la porte Saint-Antoine[80].
  - La Rochefoucauld, attaquant avec son fils Marcillac, Beaufort, Nemours et quelques volontaires, reçoit une mousquetade en plein visage. Il peut se rendre, ensanglanté, à l’hôtel de Liancourt, puis se fait transporter à Bagneux. Ce fut à cette occasion qu’il met ses deux fameux vers sous un portrait de Madame de Longueville[81].
- 4 juillet : l’après-dînée, grande assemblée à l’Hôtel de ville, où sont invitées douze personnes de chaque quartier, à savoir six officiers du roi ès cours souveraines et six notables bourgeois. » (Journal de Dubuisson-Aubenay). Journée des Pailles. Les émeutiers recrutés par les princes attaquent l’assemblée des notables parisiens chargée d’étudier les moyens de rétablir l’ordre et mettent le feu à l’Hôtel de ville. Des députés et conseillers de la ville sont massacrés. Retz prend peur, se barricade dans l’archevêché, entasse vivres et mousquets dans les tours de Notre-Dame de Paris. Mais il ne lui arrive rien de fâcheux au cours des troubles de l’été[1]. Condé impose une quasi-dictature à Paris.
- 5 juillet : démission du prévôt des marchands[82].
- 6 juillet : Broussel est élu prévôt des marchands et Beaufort devient gouverneur de Paris, en replacement du maréchal de L’Hospital en fuite[77].
- 10 juillet : Mazarin récompense un fidèle, Guy de Bar, maréchal de camp (le 28 janvier 1649). Chargé de conduire les princes de Marcoussis au Havre en novembre 1650, il est fait lieutenant général, puis gouverneur d’Amiens le 15 mars 1661[83].
- 14 juillet : Nicolas Fouquet, replié à Argenteuil, rédige deux mémoires pour Mazarin qui lui exposent la situation à Paris[79].
- 15 juillet :
  - enregistrement des lettres de duc et pair en faveur de Rohan[84].
  - le setier de froment atteint 45 livres à la mi-juillet[60].
- 17 juillet : la Cour s’installe à Pontoise[77].
- 18[1] ou 20 juillet[77] : Condé force le Parlement de déclarer que le roi est prisonnier entre les mains de Mazarin et fait décerner la lieutenance générale du royaume au duc d’Orléans et à lui-même le titre celui de généralissime, avec la charge « d’employer l’autorité du roi et la leur pour mettre le roi en pleine liberté, lui faire rendre l’honneur, le service et l’obéissance qui lui étaient dus. ».
- 27 juillet : le nouveau lieutenant général du royaume se dote d’un conseil[85]. Séguier accepte de le présider[11].
- 29 juillet : Fuensaldaña, envoyé par l’archiduc Léopold en Picardie avec un corps 14 000 hommes, et le duc de Lorraine font leur jonction à Fismes près de Reims pour une nouvelle offensive dans le Nord et vers Paris[86].
- 30 juillet : duel au pistolet derrière l’hôtel de Vendôme : le duc de Nemours est tué par son beau-frère, le duc de Beaufort[77]. C’est la fin de l’unité de la Fronde des princes[87].
- 31 juillet : Louis XIV signe une déclaration ordonnant le transfert à Pontoise du Parlement de Paris[25].

### Août
- 1er août : querelle du comte de Rieux (fils du duc d'Elbeuf, Charles II de Lorraine). Il fait affront au prince de Condé et est envoyé à la Bastille[88].
- 6 août : Louis XIV convoque à Pontoise les membres du Parlement qui entendent lui demeurer fidèles[1]. Quatorze parlementaires partis discrètement de Paris s’y rendent un par un. Ils tiennent leur première séance le 7 août dans la grange du couvent des Cordeliers et enregistrent la déclaration royale qui les installe à Pontoise. Ils demandent respectueusement au roi l’éloignement de Mazarin[85]. Molé, premier président, les présidents de Novion et Le Coigneux, Henri de Baradat, l’évêque de Noyon, pair de France, les maréchaux de l’Hôpital et de Villeroy, 18 conseillers et 4 maîtres des requêtes[89]. Du 7 août au 20 octobre, les Parlementaires restés à Paris sous la présidence de M. de Nesmond, tiennent normalement leur session.
- 8 août : le comte d’Harcourt, qui commande les forces royales en Guyenne, lève le siège de Villeneuve d’Agen et se retire au camp de Monflanquin. Dans la nuit du 15 au 16 août, il abandonne son poste pour entrer en dissidence. Il se rend secrètement à Brisach[90].
- 9 août :
  - arrêt du Parlement, cassant l’assemblée de Pontoise[91].
  - le duc de Bouillon, en faveur auprès de la reine meurt de la pourpre à Pontoise[92]. La fièvre pourpe est une sorte de rougeole.

- 10 août :
  - émeute des « têtes de papier »[17];

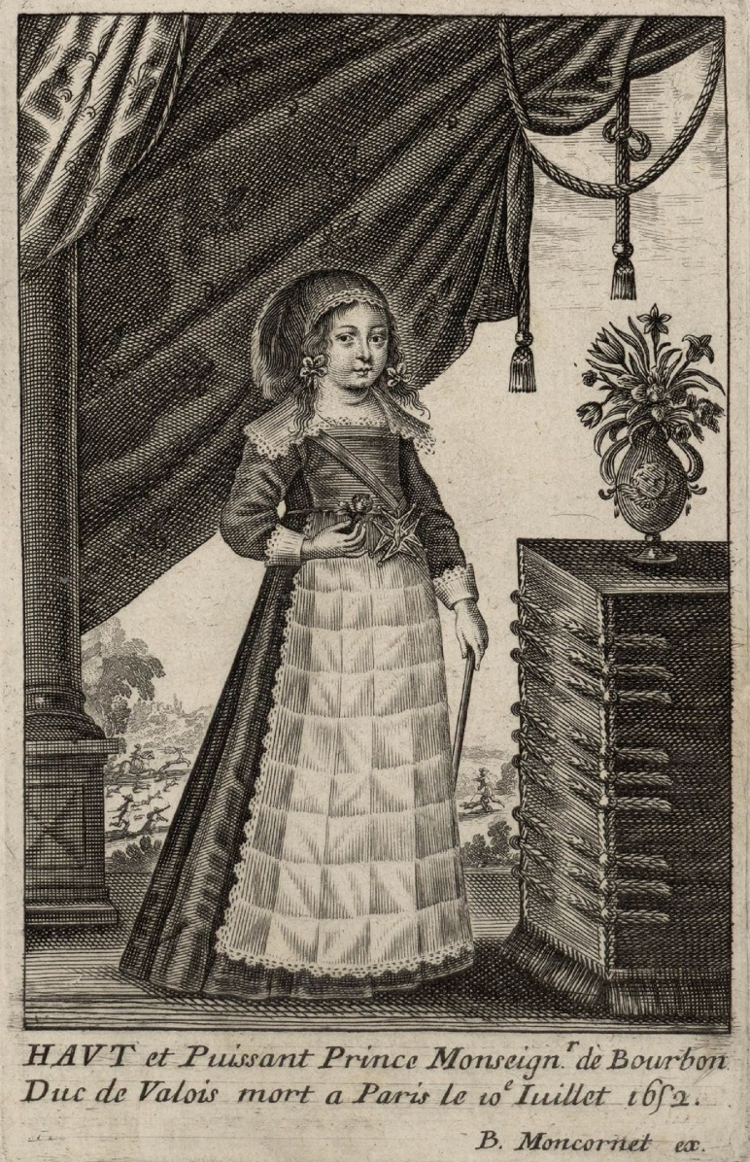
Jean-Gaston, duc de Valois.

  - mort, à deux ans, du duc de Valois, seul fils de Gaston d’Orléans, ce qui aura des incidences dynastiques à long terme[17]. Il était très contrefait et anormal mentalement. Il ne parlait ni ne marchait à deux ans.
- 12 août : Louis XIV promet d’écarter Mazarin pour rétablir la paix civile[93].
- 17 août : Séguier abandonne le conseil des princes et quitte Paris pour rejoindre le roi[11].
- 19 août : pour répondre au vœu des parlementaires de Pontoise, désireux d’enlever tout prétexte de révolte à ceux de Paris, Mazarin fait mine de s’exiler à nouveau[77]. Il se rend à Château-Thierry ; de là, il gagne Bouillon.
- 21 août : la Cour se transporte à Compiègne[77];
- 22 août : les princes indiquent à quelles conditions ils accepteraient de déposer les armes[93].
- 26 août : Louis XIV accorde une amnistie à ses sujets rebelles, sauf aux responsables des émotions populaires du 25 juin et du 4 juillet[77] : « Édit du Roi portant une amnistie à l’occasion de tout ce qui s’est passé à l’occasion des présents mouvements, à la charge de se remettre dans les trois jours dans l’obéissance du Roi. » Le parlement de Pontoise enregistre le texte le lendemain, mais les princes le repoussent, car sont exceptés les responsables des troubles des 25 juin et 4 juillet. De ce fait, les princes la refusent le 27 août[93].
- 29 - 31 août : altercations entre bourgeois de Paris et soldats des princes campés dans les faubourgs[77]. Quelques bourgeois sont tués.

### Septembre
- 1er septembre : prise de la forteresse condéenne de Montrond en Berry (défendue par Persan) par le comte de Palluau, malgré les secours envoyés par Condé le 24 août[94]. Bussy participe au siège, côté assiégeants.
- 5 septembre : le duc de Lorraine revient avec ses troupes[77]. Turenne empêche l’armée de Charles IV de faire sa jonction avec Condé entre Villeneuve-Saint-Georges et Orléans[1].
- 9 septembre : Retz, à la tête d’une députation du clergé, va à Compiègne, supplier le roi et la reine-mère de rentrer à Paris[17]. Le 11, Louis XIV lui remet la barrette cardinalice. Le 12, il harangue le roi dépeignant les campagnes ravagées par les soldats et demandant la paix. Mais il ne réussit pas à s’entendre avec la Cour et le 13, le roi répond au clergé qu’il désire vivement retourner à Paris, mais que c’est aux Parisiens à se délivrer des obstacles qui empêchent son retour[95].
- 11 septembre :  « le maréchal de Turenne tient Villeneuve-Saint-Georges ; il est campé à la hauteur-au-dessus, qui s’appelle Mont-Griffon, lieu rocheux, où il y a vignoble. ». Journal de Dubuisson-Aubenay, à la date des 10 et 11 septembre[96].
- 12 septembre : la ville de Toulon se rend au duc de Mercœur, général de l’armée de Provence et futur gouverneur de Provence[97].
- 16 septembre :
  - les Espagnols reprennent Dunkerque[63];
  - Mademoiselle rend visite à Charles de Lorraine et dîne à Grosbois où loge Condé[98].
- 17 septembre : ordonnance du roi qui autorise les Parisiens à prendre les armes contre les Frondeurs en vue du « rétablissement du repos et de l’entière obéissance envers Sa Majesté »[93].
- 22 septembre : nouvelle déclaration d’amnistie[77].
- 24 septembre : manifestation de 300 ou 400 bourgeois au Palais-Royal pour réclamer le retour du roi (naissance, selon Dethan, d’un parti royaliste)[99]. Retz la trouve ridicule. En réalité, il y a envoyé des émissaires chargés de le faire désigner comme chef du courant pacifique. C’est un échec total. Les Six-Corps contraignent Broussel à abandonner sa charge de prévôt des marchands[77]. Ces adversaires de la Fronde arborent à leur chapeau un papier. Ils disent : la paille est rompue[100].
- 26 septembre : troisième déclaration d’amnistie, sans restriction[93].
- 28 septembre : retour de la Cour à Pontoise[77].
- 29 septembre : première version imprimée de la Muse historique de Loret[101]
- 30 septembre : une délégation des Six-corps des marchands vient demander au roi de revenir à Paris[77].

### Octobre
- 1er octobre : Henri de Guise arrive à Paris. Il se rallie au parti de la Cour et rejoint le roi à Saint-Germain[102].
- 4 octobre : Bossuet donne à Metz un Panégyrique de saint François d’Assise[41].
- 5 octobre : les troupes de Turenne et de Charles IV de Lorraine se retirent des environs de Paris[77].
- 13 octobre :
  - départ de Paris de Condé et de Charles IV de Lorraine à la tête de leurs troupes respectives pour les Pays-Bas espagnols[77].
  - prise de Barcelone par Juan José d’Autriche[103]. Les troupes françaises quittent la Catalogne.
- 14 octobre : Beaufort abandonne ses fonctions de gouverneur de Paris[77]. La municipalité renversée le 4 juillet est rétablie.
- 17 octobre : la Cour regagne le château de Saint-Germain[77].
- 18 octobre : une délégation du corps de la milice de Paris est reçue par le roi à Saint-Germain-en-Laye[104]
- 20 octobre : Gaston d’Orléans obtient de la cour une promesse d’amnistie générale des Frondeurs[99].
- 21 octobre : 
  - Louis XIV et Anne d’Autriche font leur entrée solennelle à Paris, escorté d’une véritable armée. Le roi s’installe au Louvre[1].
  - Gaston d’Orléans reçoit l’ordre, signifié par le duc d’Amville, de quitter Paris[77].
  - les Espagnols reprennent Casal. Les troupes françaises évacuent l’Italie du Nord[63].
- 22 octobre : 
  - au matin, Gaston d’Orléans quitte définitivement Paris pour Limours, puis Blois[105].
  - lit de justice au Louvre. L’amnistie des Frondeurs est proclamée, avec un certain nombre d’exceptions : Condé, Beaufort, les Longueville, de La Rochefoucauld, de Rohan, les duchesses de Châtillon et de Montbason, les conseillers Broussel, Viole, de Thou, Portail, Bitaut, Croissy, Coulon, Marchand, Fleury, Martineau et Genou. Le Parlement est restauré à Paris. Le roi lui défend « de prendre ci-après aucune connaissance des affaires de l’État et de la direction des finances »[106],[107]. En revanche les arrêts concernant les procès entre particuliers sont validés.
- 26 octobre : le roi décide de rappeler le cardinal Mazarin[106]. Dans sa correspondance, ce dernier insiste sur la nécessité d’éloigner Retz de Paris.
- 28 octobre : À Limours, Gaston d’Orléans signe « l’espèce d’accommodement » que lui propose la cour[93]. Gaston promet par écrit de ne plus se rendre à Paris sans la permission du roi et part aussitôt pour Blois, en passant par Chartres et Orléans.

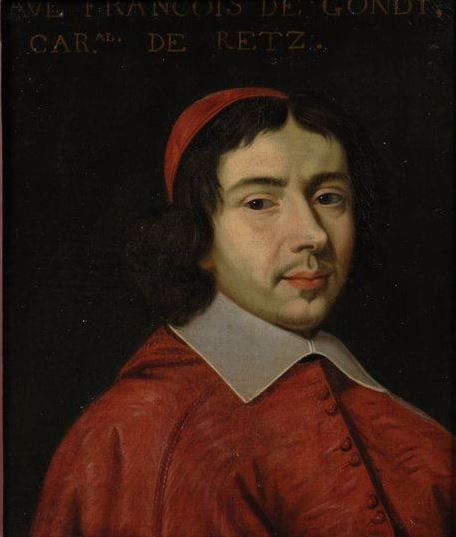
Le cardinal de Retz

- 30 octobre : Condé prend Rethel[63].

### Novembre
- 1er novembre :
  - Retz prononce le sermon de la Toussaint à Saint-Germain-l’Auxerrois, paroisse du roi. Sujet du sermon : L’ambition…[108]
  - Condé met le siège devant Sainte-Menehould[109].
- 6 novembre : mariage de Jean-Baptiste Amador de Vignerot du Plessis, marquis de Richelieu, avec Jeanne-Baptiste de Beauvais[110].
- 7 novembre : mort de Charlotte-Marie de Lorraine, demoiselle de Chevreuse, née en 1627[77]. Fille de la duchesse de Chevreuse, elle a été maîtresse de Gondi et promise au prince de Conti.
- 9 novembre : naissance au palais du Luxembourg de la dernière fille de Gaston et Madame, Mlle de Chartres (qui meurt en 1656). Le lendemain, Madame est prise d’une fièvre accompagnée de fluxion sur la poitrine[99].
- 13 novembre : rentrée du Parlement. Lit de justice. Les princes de Condé et de Conti qui n’ont pas accepté l’amnistie sont déclarés par le roi coupables de lèse-majesté[17].
- 14 novembre : Condé prend Sainte-Menehould[63].
- 17 novembre : Condé devient généralissime de l’armée espagnole[77].
- 22 novembre : bien que toujours souffrant de sa blessure, La Rochefoucauld, ayant refusé la grâce offerte, quitte Paris muni d’un passeport, et se retire avec sa famille dans la place de Damvillers, au Luxembourg français, dont son beau-frère, le marquis de Sillery, était gouverneur[111]. Mais le roi donne à Charles de La Rochefoucauld, fils de La Rochefoucauld, l’abbaye bénédictine de Molesmes, au diocèse de Langres[11].
- 26 novembre : au Louvre, le Conseil du roi délibère sur le sort de Retz. Le Tellier et Abel Servien, proposent de l’arrêter en dépit de sa dignité cardinalice. Dans sa lettre du 3 décembre à Le Tellier, Mazarin approuve l’arrestation de Retz[112].

### Décembre
- 16 décembre : ordre du roi d’arrêter le cardinal de Retz[108].
- 17 décembre : édit voulu par Mazarin supprimant le plafonnement à 3 millions de livres des dépenses du comptant[113].
- 19 décembre : malgré les avertissements de Caumartin et de la princesse palatine, Retz va au Louvre à 9 heures du matin, après avoir brûlé ses papiers. Vers 11 heures, il est arrêté par le marquis de Villequier, capitaine des gardes en quartier. L’après-midi, il est transféré au château de Vincennes et incarcéré au deuxième étage du donjon. Le public ne manifeste aucune émotion. Mazarin dirige de loin cette réaction, sans vouloir reparaître trop tôt, pour ne pas en assumer la responsabilité[1].
- 20 décembre : démarche infructueuse de l’archevêque et du clergé de Paris pour demander la libération de Retz[114].
- 31 décembre : un lit de justice enregistre treize édits bursaux, qui abolissent l’œuvre de la déclaration du mois d’octobre 1648[113].